# Kneipbild
Als Kneipbild (auch Couleurbild, später auch Kneipfoto, Couleurfoto) wird ein Porträt eines einzelnen Mitgliedes einer Studentenverbindung bezeichnet, bei farbentragenden Studentenverbindungen meist im Couleur der jeweiligen Verbindung.
Dieser studentische Brauch hat seinen Ursprung in der Herstellung von Schattenrissen im 18. Jahrhundert, die teilweise in die Stammbücher getuscht oder eingeklebt wurden, aber auch als geschlossene Sammlungen, wie die Göttinger Silhouetten-Sammlung Schubert, entstanden. Der Brauch wurde in der Zeit des Biedermeier verfeinert. Mit der Einführung des Steindrucks spaltete sich die Entwicklung in Deutschland vorübergehend; einige Hochschulorte präferierten die moderne Lithographie, während konservativere Hochschulorte wie Göttingen und Heidelberg weiterhin die teilkolorierte Silhouette bevorzugten. Dieses Memorabilienwesen wickelte sich im Laufe des 19. Jahrhunderts mit der Verbreitung der Fotografie weiter. Einerseits wurden diese Bilder, meist mit einer Widmung versehen, als Erinnerungsstücke aus Freundschaft einander geschenkt – aber auch beispielsweise bei Mensuren mit dem Gegenpaukanten getauscht. Andererseits widmete jedes Mitglied seiner Studentenverbindung ein Kneipbild, das in der Kneipe aufgehängt wurde, so dass im Laufe der Zeit große Mitglieder-Galerien entstanden.

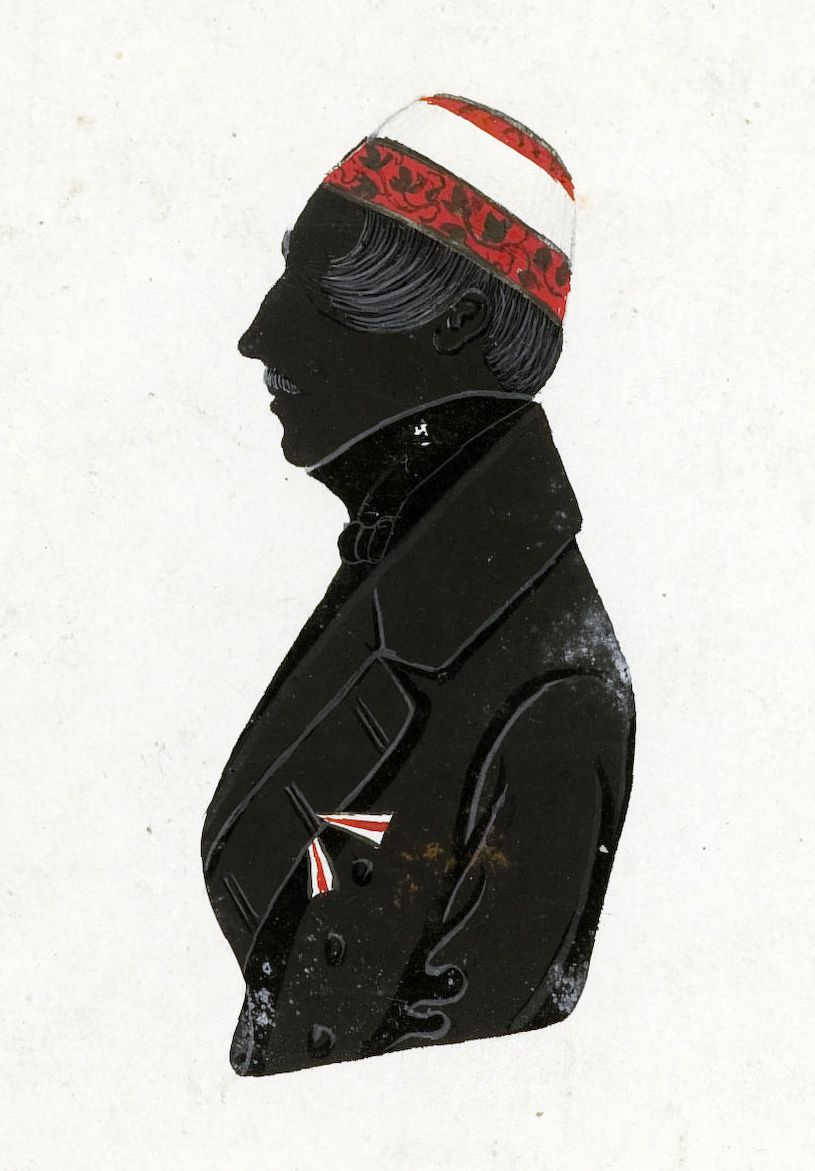
Ein getuschter Schattenriss als frühe Form des Kneipbildes
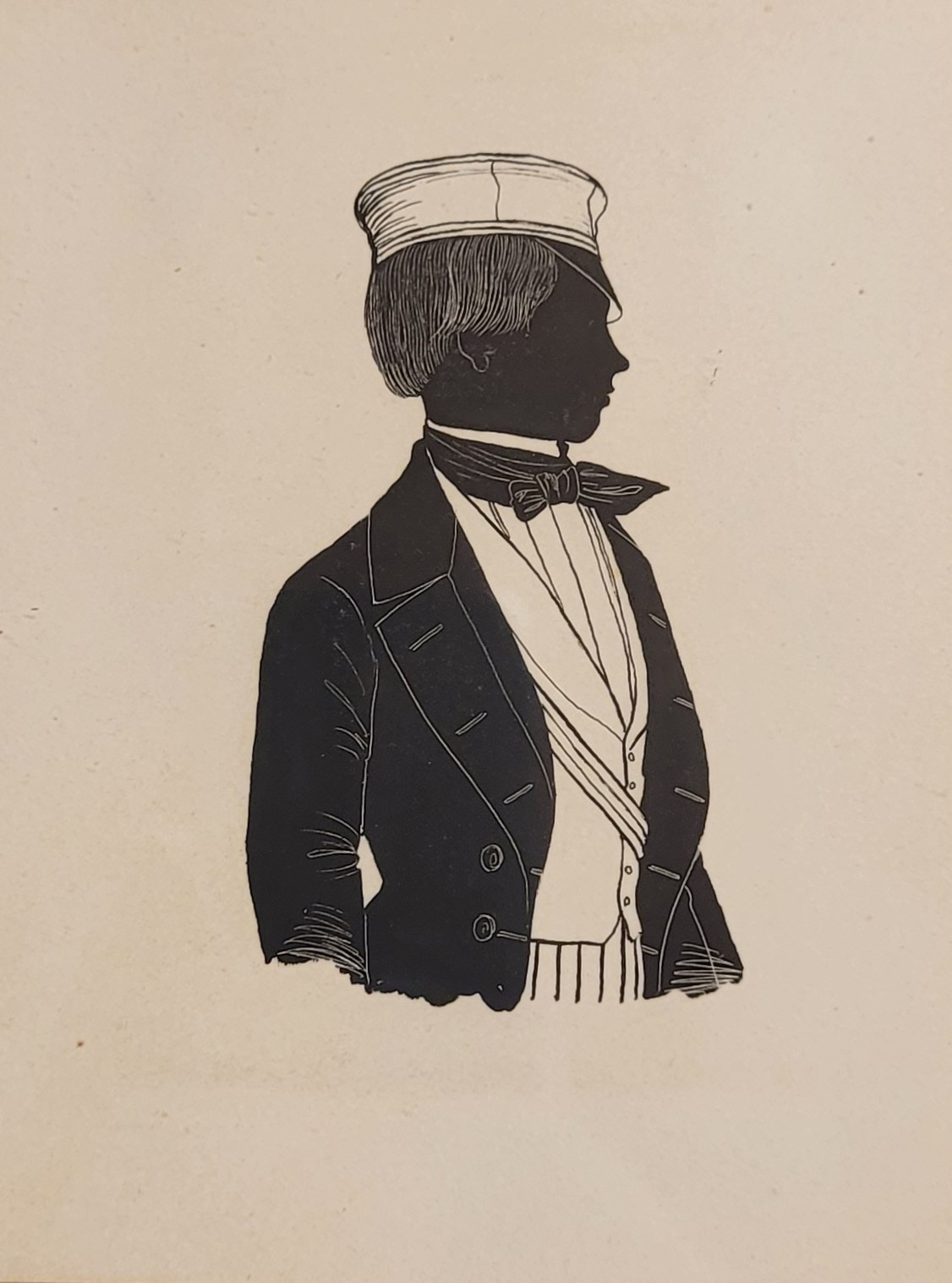
Ein lithografierter Schattenriss als regionale Besonderheit
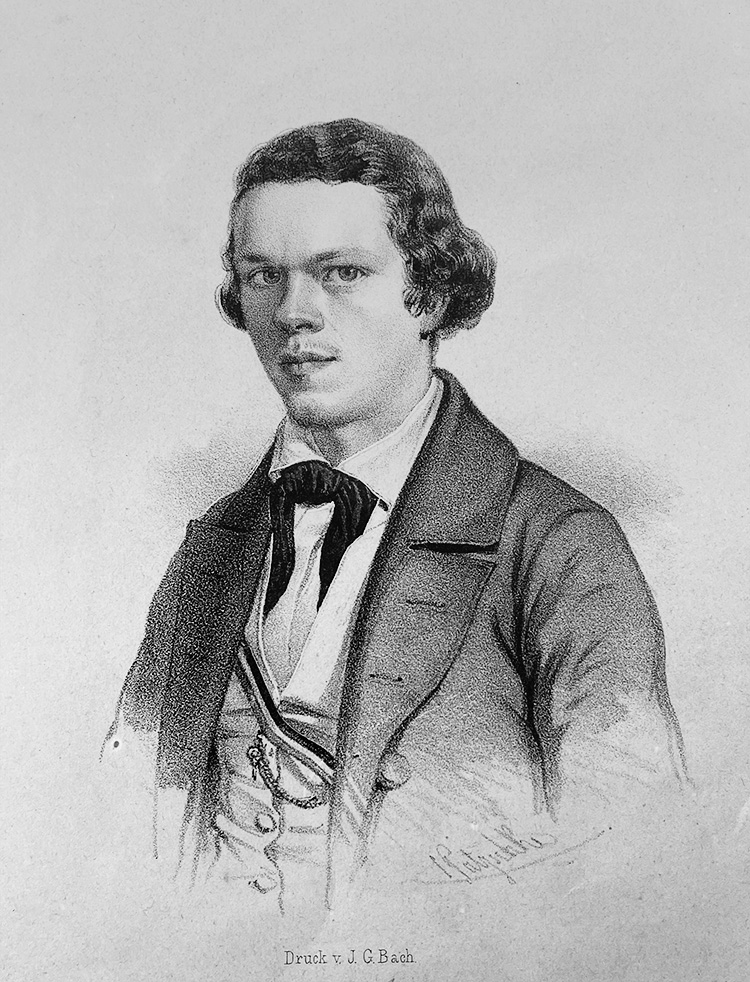
Eine Portraitzeichnung als Lithografie, wie sie etwa 1840 bis 1855 beliebt waren.
Ein Kneipbild von 1867 – mit dem Zirkel der Studentenverbindung und Widmung: seiner lieben Kneipe
Ein Couleurfoto von 1911 – mit koloriertem Band und Mütze
Die Studentenkneipe der Burschenschaft Holzminda um 1909 – mit einer Galerie aus Couleurbildern an der Wand